# Kanton Brassac-les-Mines
 Brassac-les-Mines  is een kanton van het Franse departement Puy-de-Dôme. Het kanton maakt deel uit van het arrondissement Issoire.
Het telt 23.469 inwoners in 2018
Het kanton  werd gevormd ingevolge het decreet van 21  februari 2014 met uitwerking op 22 maart 2015 met Brassac-les-Mines als hoofdplaats.

## Gemeenten
Het kanton Brassac-les-Mines omvatte bij zijn oprichting 59 gemeenten.
Op 1 januari 2016 werden de gemeenten Nonette en Orsonnette samengevoegd tot de fusiegemeente (commune nouvelle) Nonette-Orsonnette.

Op 1 januari 2019 werden de gemeenten Chaméane en Vernet-la-Varenne samengevoegd tot de fusiegemeente (commune nouvelle) Le Vernet-Chaméane.

Sindsdien omvat het kanton volgende 57 gemeenten : 
- Antoingt
- Anzat-le-Luguet
- Apchat
- Ardes
- Augnat
- Auzat-la-Combelle
- Bansat
- Beaulieu
- Bergonne
- Boudes
- Brassac-les-Mines
- Le Breuil-sur-Couze
- Chalus
- Champagnat-le-Jeune
- La Chapelle-Marcousse
- La Chapelle-sur-Usson
- Charbonnier-les-Mines
- Chassagne
- Collanges
- Dauzat-sur-Vodable
- Égliseneuve-des-Liards
- Esteil
- Gignat
- La Godivelle
- Jumeaux
- Lamontgie
- Madriat
- Mareugheol
- Mazoires
- Moriat
- Nonette-Orsonnette
- Parentignat
- Peslières
- Les Pradeaux
- Rentières
- Roche-Charles-la-Mayrand
- Saint-Alyre-ès-Montagne
- Saint-Étienne-sur-Usson
- Saint-Genès-la-Tourette
- Saint-Germain-Lembron
- Saint-Gervazy
- Saint-Hérent
- Saint-Jean-en-Val
- Saint-Jean-Saint-Gervais
- Saint-Martin-d'Ollières
- Saint-Martin-des-Plains
- Saint-Quentin-sur-Sauxillanges
- Saint-Rémy-de-Chargnat
- Sauxillanges
- Sugères
- Ternant-les-Eaux
- Usson
- Valz-sous-Châteauneuf
- Varennes-sur-Usson
- Le Vernet-Chaméane
- Vichel
- Villeneuve